# 捍衛任務
《捍衛任務》（英語：John Wick，或稱作）是一部2014年美國新黑色動作驚悚片。導演為查德·史塔赫斯基和大衛·雷奇，德瑞克·柯斯達撰寫劇本，並由基努·李維、阿爾菲·艾倫、威廉·達佛、安卓恩·帕利奇、布里吉特·瑞根、布麗姬·穆娜、麥克·恩奎斯特和伊恩·麥克夏恩主演。故事主要敘述一位退休的殺手約翰·維克基於愛犬被殺害而展開復仇之路。柯斯達於2012年完成劇本，並由雷霆之路影業進一步發展製作。大衛·雷奇、伊娃·朗歌莉亞、麥可·威瑟雷爾和巴茲爾·伊萬雅克作為監製。本片象徵著負責《駭客任務》三部曲（1999年至2003年）中動作指導的雷奇與史塔赫斯基再次和基努·李維合作。而電影主要是參與過《竊盜城》和《即刻救援》的原班工作團隊聯合製作。本片為《捍衛任務》系列電影的首部作品。
雷奇與史塔赫斯基的動作場景採用了他們喜歡的日本動畫、武俠文化和武俠片，以及香港動作電影中的槍械形。本片在製作上還採用了其他作品的要素，如吳宇森的《喋血雙雄》、尚-皮耶·梅爾維爾的《劫寶群英》與《午後七點零七分》、約翰·鮑曼的《步步驚魂》等義大利式西部片題材電影。史塔赫斯的劇本還被列於每年的黑名單中，成為2012年最難以製作的好萊塢劇本。
《捍衛任務》在北美地區發布於2014年10月24日，取得普遍好評和成功的票房。續集《捍衛任務2：殺神回歸》於2017年2月10日在美國上映。

## 劇情
約翰·維克是一位已經退隱江湖的殺手，在不久前失去了因病而逝的妻子海倫後令他哀傷不已，為海倫舉辦完葬禮後，同為殺手的馬克斯也前來關心他。不久後，約翰收到了一隻海倫生前為他訂的小狗黛西，海倫希望黛西能一直陪伴約翰，而約翰也將黛西視為朋友。一早，約翰開著他的1969年福特野馬愛車和黛西出門，到一間加油站加油時，塔拉索夫家族的領頭維戈的兒子洛瑟夫想要和約翰買下他的車，但被約翰拒絕，洛瑟夫便此心生不滿。當晚，洛瑟夫和另外兩位朋友格雷戈里、維克多蒙面闖入約翰家中，不但襲擊了他還殺死了黛西，之後便搶了車庫裡的福特野馬後離開。約翰從昏迷中醒來後發現奄奄一息的黛西爬到了自己的身旁斷了氣，之後便將牠埋於後院。
第二天，洛瑟夫三人開車到奧瑞里歐車廠要奧瑞里歐給他一個新車牌和乾淨的證明文件，奧瑞里歐發現洛瑟夫偷了約翰的車時生氣地揍了他一拳；洛瑟夫的父親維戈打電話來問為何他要打洛瑟夫，維戈這才得知自己的兒子招惹了約翰·維克。約翰隨後來找奧瑞里歐詢問自己的車是否在這，但早被洛瑟夫等人開走，並得知搶自己車的人是以前的合作黑幫老大維戈的兒子，約翰要了另一輛車後決定處理這一切。待洛瑟夫回家後，維戈教訓了他一頓，並向兒子說明了約翰·維克曾是他們以前最好的殺手，曾僅以一隻鉛筆連續殺死三個人，後來約翰愛上了一個女人（海倫）而聲明要金盆洗手，維戈向約翰提出了一項「不可能完成」的任務，那就是幫維戈消滅掉所有的競爭幫派，這項任務成就了今天的塔拉索夫家族。
維戈為了保護自己的兒子試圖打電話要約翰停下報復的念頭，但約翰拒絕。到了夜晚，維戈的副手艾維為他派了一支十二人小隊到約翰家暗殺他，但反被約翰全數解決，並拿出了殺手特有的金幣、叫了「預約晚餐」服務的「清理組」來收屍。維戈得知暗殺不成，祭出200萬美元懸賞約翰，並首要雇用馬克斯來殺他。後來，約翰寄宿於以前當殺手時經常入住的「歐陸飯店」，並向歐陸飯店的神祕負責人溫斯頓尋求洛瑟夫的行蹤。約翰得知後隨即前往洛瑟夫與朋友待的一間夜店。
約翰要酒店保鑣弗朗西斯離開並襲擊了夜店、追擊著洛瑟夫，在當中殺死了洛瑟夫的朋友維克多和大量的保鑣。但在洛瑟夫逃走後，約翰被保鑣基里爾制伏。約翰回到飯店請亞裔醫生療傷後準備休息，早先在對面大樓架設著狙擊槍的馬克斯本想趁機下手，但這時，約翰的女殺手舊識柏金斯進到了房間企圖偷襲約翰，原來維戈付了兩倍的錢讓她打破飯店規則來殺約翰；馬克斯反而對約翰身旁的枕頭開了一槍弄醒了他，約翰和柏金斯扭打成一團，在從她的得知了維戈藏私人財物的地方後打昏了她，並將其交給住在隔壁房的朋友哈瑞看著柏金斯，直到她因打破飯店規則而受到懲罰。但後來，柏金斯掙脫並殺死了哈瑞。
約翰到了一間維戈藏私人財物的教堂，他解決掉所有的守衛並燒掉了地下儲藏室，包括維戈勒索警方和官員的黑函和錄音檔全都燒毀。當維戈趕到時，得知自己的犯罪網全毀後，下令當場槍決看管的神父；約翰伏擊了回程時的維戈等人，但最終被制伏。維戈嘲笑他為了一隻狗造成了這一連串麻煩，還認為自己能擺脫過去。他離開後約翰被基里爾和另一名手下用塑膠袋套頭意圖悶死，這時馬克斯使用狙擊槍打死了一名手下讓約翰掙脫，約翰接著殺死了基里爾。約翰手持霰彈槍攔截了維戈的車，這才讓維戈不情願地透露出洛瑟夫的位置和撤銷懸賞。約翰入侵了洛瑟夫、格雷戈里所待的安全房子，獨自解決掉所有的護衛和格雷戈里後，他毫不猶豫地殺死了洛瑟夫。
後來，柏金斯發現了馬克斯和約翰有所接觸並告訴了維戈，使得馬克斯在自己家被維戈槍殺，維戈並打電話告訴原本要回家的約翰他殺了馬克斯，約翰立刻趕去馬克斯家。柏金斯在馬克斯家外看到約翰進入馬克斯家，隨後接到了飯店的電話，回飯店的途中，被飯店主人溫斯頓攔住，因為柏金斯先前打破飯店的規則，被撤銷會員資格，接著被4位殺手開槍處死，屍體被「清理組」帶走。約翰在探望馬克斯的屍體時收到溫斯頓的來電，得知維戈打算在海港搭著直升機逃跑；約翰迅速追上，獨自殺死了對方剩下的保鑣、用車撞死副手艾維。
維戈拿出一把刀獨自和約翰展開對決，約翰故意讓維戈拿刀刺向自己的腹部；雖然約翰負了傷，但刀卡在約翰的腹部，約翰從腹部拔出刀子，順利取得武器，反用其刀刺入對方的肩頸部致死。維戈在死前表示，自己將會在地獄等待約翰的到來。
受了重傷的約翰在看了自己與妻子海倫的手機影片後重拾力氣，在一間海港旁的海關動物收容所包紮傷口，並從當中籠子中帶走了一隻狗，一起在與海倫最後相處的海邊木棧道邊散步回家。

## 演員
| 演員                                | 角色                                      | 備註                                                                             |
| 基努·李維 Keanu Reeves              | 強納森·「約翰」·維克 Jonathan "John" Wick | 退休殺手，其名字令人聞風喪膽，為了妻子生前所贈的愛犬黛西而再次踏上殺手之路復仇。 |
| 麥克·恩奎斯特 Michael Nyqvist       | 維戈·塔拉索夫 Viggo Tarasov               | 塔拉索夫家族的領頭，擁有龐大權勢的商人。                                         |
| 阿爾菲·艾倫 Alfie Allen             | 洛瑟夫·塔拉索夫 Iosef Tarasov             | 維戈個性傲慢、愚昧的兒子，整天和朋友到處鬼混。                                   |
| 安卓恩·帕利奇 Adrianne Palicki      | 柏金斯女士 Ms. Perkins                    | 以前和約翰·維克相同組織的女殺手。                                                |
| 布麗姬·穆娜 Bridget Moynahan        | 海倫·維克 Helen Wick                      | 約翰·維克已逝的美麗妻子。                                                        |
| 狄恩·溫特斯 Dean Winters            | 艾維 Avi                                  | 維戈的左右手和律師，經常要維戈說英語。                                           |
| 藍斯·瑞迪克 Lance Reddick           | 沙隆 Charon                               | 大陸飯店的接待員。                                                               |
| 陶比·倫納德·摩爾 Toby Leonard Moore | 維克多 Victor                             | 俄羅斯黑幫成員，洛瑟夫的夥伴。                                                   |
| 奧馬爾·巴爾內亞 Omer Barnea         | 格雷戈里 Gregori                          | 俄羅斯黑幫成員，洛瑟夫的夥伴。                                                   |
| 伊恩·麥克夏恩 Ian McShane           | 溫斯頓 Winston Scott                      | 大陸飯店的神秘主人。                                                             |
| 約翰·拉奎查莫 John Leguizamo        | 奧瑞里歐 Aureilo                          | 奧利歐拆車廠的負責人。                                                           |
| 威廉·達佛 Willem Dafoe              | 馬克斯 Marcus                             | 實力與資歷堪稱精英的老殺手。                                                     |

此外，丹尼爾·柏哈茲飾演基里爾（Kirill），前俄羅斯特種部隊成員、維戈的心腹兼保鑣。湯瑪斯·薩多斯基飾演吉米（Jimmy），知曉約翰身分的員警。大衛·派屈克·凱利飾演查理（Charlie），約翰和溫斯頓的好友、專責收屍的「清理組」負責人。布里吉特·瑞根和金德文分別飾演與約翰熟絡的歐陸酒店女調酒師艾迪（Addy）和醫生。克拉克·彼得斯飾演哈瑞（Harry），與約翰相熟的殺手。美國職業摔角手凱文·奈許客串飾演夜店保鑣弗朗西斯（Francis）；而美國綜合格鬥家凱斯・賈迪恩客串飾演維戈的手下庫茲馬（Kuzma）。法國小提琴家史考特·蒂克西爾客串飾演在歐陸酒店演出的樂師。

## 製作

### 發展
2013年5月7日，宣布基努·李維將在查德·史塔赫斯基的導演處女作《捍衛任務》中擔任主演，大衛·雷奇監製和共同執導，並由Thunder Road Pictures製作。9月12日，威廉·達佛加入了劇組飾演反派角色。而阿德琳妮·帕里奇、阿爾菲·艾倫、狄恩·溫特斯和麥克·恩奎斯特隨後加入作為配角。10月14日，宣布布麗姬·穆娜將作為李維飾演的角色維克的妻子。10月15日，傑森·艾薩克加入劇組作為電影中的主要角色之一。11月27日，丹尼爾·柏哈茲也將參演本片。2013年12月，小提琴家史考特·蒂克西爾和歌手索菲亞·烏西塔參與李維於紐約市的一個場景的演出。2014年8月11日，宣布由獅門影業獲得本電影在美國的發行權。

### 拍攝
電影從2013年10月14日於紐約米爾尼克開拍。2013年12月1日，在紐約市拍攝李維和達佛的幾個鏡頭。12月19日，拍攝場景在布魯克林的威廉斯堡。

### 視覺效果
傑克·巴瑞瓦為視覺效果的整體視覺效果總監，並由視覺效果公司Spin VFX負責電影中的視覺效果。

## 音樂
2014年7月11日，宣布由泰勒·貝茲與喬爾·J·李察負責為電影配樂。並由泰勒·貝茲、喬爾·J·李察、史考特·蒂克西爾、勒·卡索·瓦尼亞和The Candy Shop Boys共同製作原聲帶。2014年10月31日，由Varèse Sarabande發行電影原聲帶。

## 市場行銷
2014年9月12日，釋出首部先導預告片。9月30日時又再釋出了一則電影預告。
電影還和Overkill Software合作，讓約翰·維克在遊戲《劫薪日2》中作為可玩角色，也能體驗維克在電影中使用的招牌武器。但人物並不是李維來配音。

## 發布
2014年8月14日，宣布該片將於2014年10月24日上映，頂峰娛樂負責在美國發布，獅門娛樂則負責全球發布。而IMAX版也將同步發行。

### 評價
《捍衛任務》從早期特映至上映都持續獲得了不錯的評價。在爛番茄基於225个专业評論，持有86％的新鮮度，平均得分7／10。於Metacritic根據39篇評論，得分68（滿分100分）。CinemaScore報導，於A到F的評價上，觀眾給了影片一個「B」級的評價。
《明報》的石琪給了電影三星（最高五星），評論：「故事簡單俗套，大反派照例是俄羅斯黑手黨，好在全片拍出有靜有動的黑色風格。聯合導演大衛·雷奇和 查德·史塔赫斯基都是好萊屋資深武師武指，查德在鏡頭處理有氣氛有格調。基努·李維把落寞的獨行殺手演得冷峻有型，一頭小狗也好戲，還有威廉·達佛演老殺手很悲壯。」，「《捍衛任務》槍戰激烈，死得人多，但正如前述：有勇無謀。超級殺手主角完全不必動腦，每次被圍攻或深入虎穴都是硬拼駁火，總是擊倒敵方無數槍手，他在槍林彈雨中必然打不死。我是殺手片迷，亦喜見基努·李維重振雄風，然而劇情無法信服。」

### 票房
《捍衛任務》於北美首週以1415萬美元的票房排行第二名，居於恐怖片《死亡占卜》之後；次周末收805万列第六。
香港首周四天收250万港币列第三位，次周收156万列第四位。台北首周末收782万新台币列第二位，最终累计1,760萬。

## 榮譽
- 提名-金愚人獎年度最被低估的電影（第二名）
- 提名-鳳凰城影評人協會獎最佳特技
- 聖地牙哥影評人協會獎最佳工作身軀：威廉·達佛（與《生命中的美好缺憾》、《歡迎來到布達佩斯大飯店》、《諜報風雲》和《性愛成癮的女人 第二部》共享）
- 第三名-多倫多影評人協會獎最佳首部長片：大衛·雷奇與查德·史塔赫斯基

## 續集
2015年2月4日接受記者採訪時，導演查德·史塔赫斯基和大衛·雷奇透露，《捍衛任務》的續集正在計劃中。2月6日，獅門影業的執行長強·費瑟莫在電話會議中發表了一個聲明，他證實將打造一系列《捍衛任務》動作電影。此外，據報導，德瑞克·柯斯達將回歸撰寫劇本。2015年5月4日，獅門證實續集確定推出，李維、雷奇和史塔赫斯基都將會回歸電影，並在2015年秋季開拍。2015年10月26日，據報導，凡夫俗子將在續集中飾演大反派，且伊恩·麥克夏恩也會再度參與演出。

## 外部連結
- Box Office Mojo上《捍衛任務》的資料（英文）
- 互联网电影数据库（IMDb）上《捍衛任務》的资料（英文）
- AllMovie上《捍衛任務》的资料（英文）
- Metacritic上《捍衛任務》的資料（英文）
- 爛番茄上《捍衛任務》的資料（英文）
- 開眼電影網上《捍衛任務》的資料（繁體中文）
- 豆瓣电影上《捍衛任務》的資料 （简体中文）
- 时光网上《捍衛任務》的資料（简体中文）